# Umberto Brindani
Umberto Brindani (Busseto, 4 aprile 1958) è un giornalista italiano, direttore del settimanale Gente.

## Biografia
Laureato in filosofia all'Università di Bologna, giornalista professionista dal 1985, ha iniziato la sua carriera al mensile Espansione, passando successivamente al quotidiano finanziario Italia Oggi. Nel 1986 è approdato a Panorama, dove è stato il principale collaboratore del direttore Carlo Rossella, rivestendo la carica di condirettore. Nel 2004 è passato al Gruppo Editoriale Hachette-Rusconi dove ha assunto la direzione di Gente. Nel 2005 è tornato alla Mondadori, dirigendo per un anno il settimanale Chi affiancato dal vicedirettore Alfonso Signorini. Il 16 ottobre 2006 è passato alla direzione di TV Sorrisi e Canzoni, sostituendo Massimo Donelli (passato alla direzione di Canale 5).
A fine 2007 ha partecipato a una polemica a distanza con l'attore e autore satirico Daniele Luttazzi, nata in seguito a una risposta data da Brindani in una rubrica del settimanale, in cui il giornalista criticava il comico approvandone l'allontanamento dagli schermi di LA7.
Il 19 giugno 2008 ha lasciato la direzione di TV Sorrisi e Canzoni (al suo posto subenterà Alfonso Signorini) e la Mondadori per approdare alla RCS, dove è diventato condirettore di Oggi e direttore di Tv Oggi. Nel febbraio 2010 è diventato anche direttore del settimanale. Dal giugno 2015 è Direttore responsabile del nuovo settimanale "Reazione a catena". A gennaio 2022 ha lasciato la direzione di Oggi dopo 12 anni, sostituito da Carlo Verdelli . Dal febbraio 2023 è di nuovo direttore responsabile del settimanale Gente, attualmente edito da Hearst Magazine Italia.